# Ridgeland (Missisipi)
Ridgeland – miasto w Stanach Zjednoczonych, w stanie Missisipi, w hrabstwie Madison.